# Magatzem Corcoy
El Magatzem Corcoy és un edifici del centre de Terrassa (Vallès Occidental) situat a la plaça de Mossèn Jacint Verdaguer, protegit com a bé cultural d'interès local.

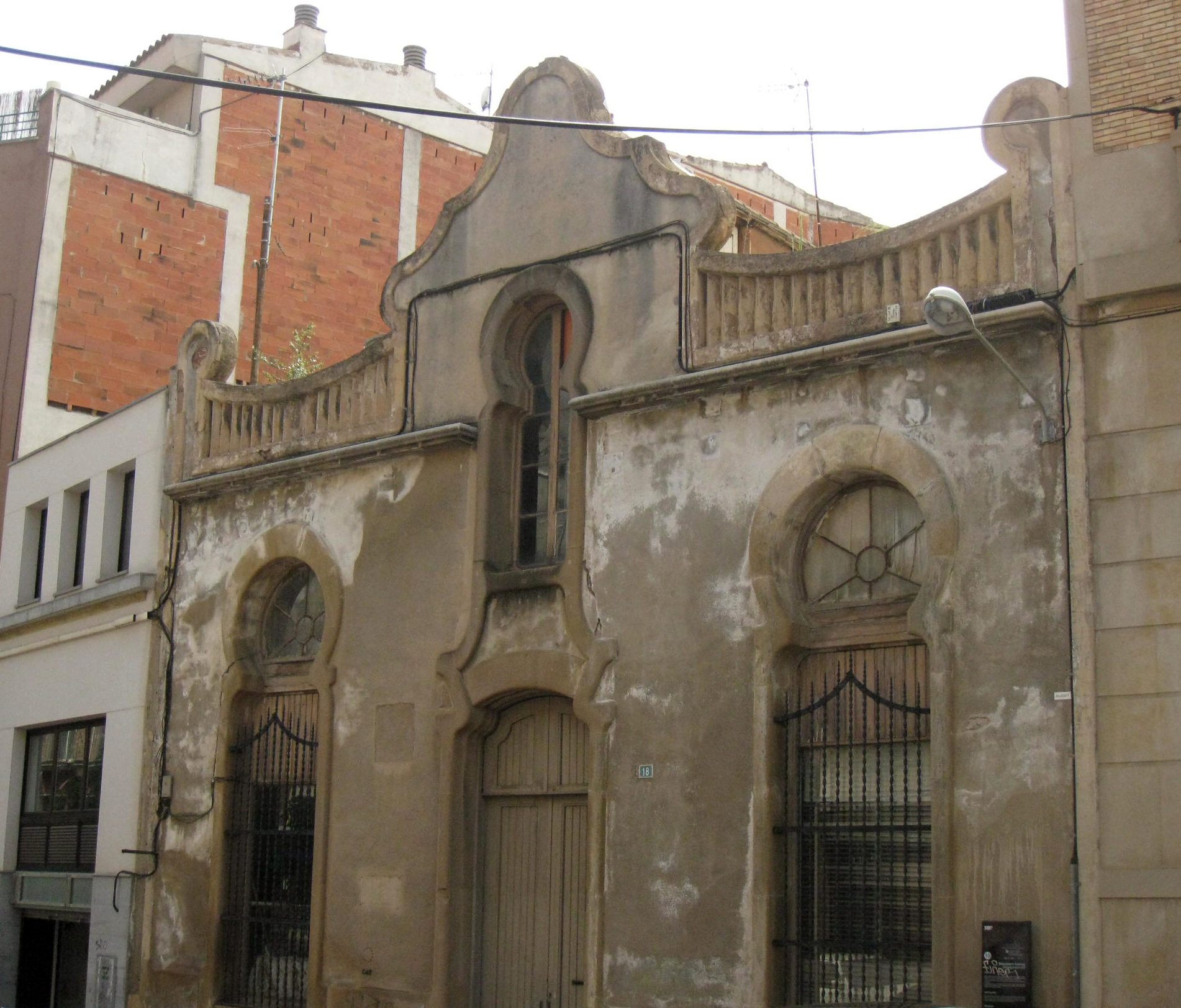
L'edifici el 2012, abans de la rehabilitació

Aquest antic magatzem tèxtil de venda a l'engròs és un edifici entre mitgeres de planta baixa i cos central més elevat, que dona lloc a un altre pis. Els elements de la façana presenten una distribució simètrica, amb la porta d'entrada al bell mig i una finestra vertical a cada costat. Damunt la porta s'obre una altra finestra que dona accés al pis superior, tancat mitjançant una testera de línies corbes. Dins la senzillesa de l'edifici, l'element decoratiu que el caracteritza ve donat per les formes de les finestres en arcs de ferradura, els remats modernistes i l'acurat acabament amb cornises i baranes.
El seu mal estat de conservació va fer que s'hi iniciessin obres de reforma l'any 2014.